# David Hoyle
David Michael Hoyle MBE (* 1957 in Waterfoot, Lancashire) ist ein britischer anglikanischer Geistlicher. Seit 2019 ist er der 39. Dekan von Westminster.

## Leben
Hoyle wurde 1957 im ländlichen Lancashire geboren als Sohn von Michael and Yvonne Hoyle. Er besuchte die staatliche Watford Grammar School for Boys in Watford, Hertfordshire, damals eine reine Jungenschule. Sein Studium der Geschichte und Theologie am Corpus Christi College (Cambridge) schloss er 1980 mit einem Bachelor of Arts (BA) ab; gemäß der Tradition der Universitäten Cambridge und Oxford wurde dieser Abschluss 1983 zu einem Master of Arts (MA Cantab) aufgewertet. Von 1984 bis 1986 bereitete er sich am Ripon College, Cuddesdon auf die Ordination vor. Er setzte seine Studien am Magdalene College (Cambridge) fort, wo er 1991 zum Doctor of Philosophy (PhD) promoviert wurde. Seine kirchengeschichtliche Dissertation trägt den Titel Near popery yet no popery: theological debate in Cambridge 1590-1644.

### Geistliches Amt
Hoyle wurde 1986 von der Church of England zunächst zum Diakon und 1987 zum Priester ordiniert. Seine erste Pfarrstelle war als Kurat an der Church of the Good Shepherd in Chesterton, einem Ortsteil von Cambridge, danach war er Fellow und Kaplan (später Dekan) am Magdalene College (Cambridge). Eine Zeit lang war er Pfarrer (Vicar) der Christ Church im Londoner Stadtteil Southgate (London Borough of Enfield). Danach wechselte er nach Gloucester  als Ausbildungs- und Personaldezernent (Director of Ministry) des Bistums Gloucester. Damit verbunden war er residierender Domherr (residentiary canon) der Gloucester Cathedral.
2010 wurde Hoyle zum Domdekan der Kathedrale von Bristol ernannt. Seine Amtseinführung fand am 29. Mai 2010 statt. Von 2018 bis 2020 war er Vorsitzender der Konferenz der Domdekane und an Beratungen über die Verwaltung der britischen Kathedralen beteiligt.
Am 19. Juni 2019 wurde seine Ernennung zum Dekan von Westminster bekanntgegeben. Hoyle trat sein Amt, mit dem er zugleich Dekan des Order of the Bath ist, am 16. November 2019 an als Nachfolger von John Robert Hall, der in den Ruhestand trat. Nur vier Monate später musste Westminster Abbey als Folge der COVID-19-Pandemie geschlossen werden, was ein verheerender Schlag für die Finanzen der Abtei war, da inzwischen 90 % der Einnahmen aus Eintrittsgeldern stammten.
Wie seine Vorgänger ist Hoyle Zelebrant bei Amtshandlungen der königlichen Familie. So hielt er die Trauerfeier für Königin Elisabeth II. am 19. September 2022 in der Westminster Abbey nach den Rubriken des Book of Common Prayer von 1662. Er sprach das Eingangsgebet und spendete den Segen am Schluss. 
Bei der Krönung von Charles III. am 6. Mai 2023 hatte der Dekan von Westminster traditionell, wie bei jeder Krönung britischer Monarchen, eine zentrale Rolle als Hausherr und Gastgeber sowie als unmittelbarer Assistent des Erzbischofs von Canterbury, der die Krönungsfeier leitete.

## Auszeichnungen
- Member of the Order of the British Empire (MBE), 2020 New Year Honours[14]

## Werke
- Reformation and Religious Identity in Cambridge, 1590-1644. (= History of the University of Cambridge) Cambridge: Boydell & Brewer 2007 (Digitalisat bei JSTOR)